# Aire coutumière Drehu
Die Aire coutumière Drehu ist eine Verwaltungseinheit einer besonderen Form (Aire coutumière) im französischen Überseedépartement Neukaledonien. Sie wurde am 19. März 1999 gegründet und umfasst eine Gemeinde auf den Inseln Lifou und Tiga. In Drehu sind 37 Kanaken-Stämme registriert.

## Mitgliedsgemeinden
| Gemeinde              | Einwohner 1. Januar 2022 | Fläche km² | Dichte Einw./km² | Code INSEE | Postleitzahl |
| --------------------- | ------------------------ | ---------- | ---------------- | ---------- | ------------ |
| Lifou                 | 9.195                    | 1.149,95   | 8                | 98814      | 98820        |
| Aire coutumière Drehu | 9.195                    | 1.149,95   | 8                | –          | –            |